# Diomede (Alaska)
Diomede es una ciudad situada en la área censal de Nome en el estado estadounidense de Alaska. Según el censo de 2010 tenía una población de 115 habitantes e incrementó a 135 en 2011. Se encuentra en la isla de Diómedes Menor. Diómedes Menor es la más pequeña de las islas Diómedes, situadas en el estrecho de Bering, entre la parte continental de Alaska y Siberia.

## Demografía
Según el censo de 2010, Diomede tenía una población en la que el 4,3 % eran blancos, 0,0 % afroamericanos, 92,2 % amerindios, 0,0 % asiáticos, 0,0 % isleños del Pacífico, el 0,0 % de otras razas, y el 3,5% pertenecían a dos o más razas. Del total de la población el 0,0 % eran hispanos o latinos de cualquier raza.

## Localidades adyacentes
El siguiente diagrama muestra a las localidades más próximas a Diomede.